# British Leyland
A British Leyland foi uma companhia de engenharia da indústria automobilística e grupo empresarial britânico.
A companhia foi fundada em 1968 no Reino Unido como British Leyland Motor Corporation Ltd., resultante da fusão da British Motor Holdings com a Leyland Motors. Em 1975 a companhia foi nacionalizada parcialmente pelo governo britânico, aquando da criação da sociedade gestora de participações sociais com o nome British Leyland. Esta companhia incorporou uma grande parte da indústria de motores de veículos de propriedade britânica, e controlava 40% do mercado automóvel do Reino Unido.
Apesar de incluir marcas rentáveis como a Jaguar, Rover e Land Rover, tal como o recordista de vendas Mini, a British Leyland teve uma história atribulada.
Em 1986 foi renomeada Grupo Rover, e posteriormente MG Rover Group, tendo entrado em insolvência em 2005.